# January Grzędziński
January Konstanty Grzędziński ps. „Bolesławski” (ur. 19 września 1890 w Lublinie, zm. 26 lutego 1975) – pułkownik piechoty Wojska Polskiego, inżynier, publicysta, pisarz, jeden ze współtwórców polskiego lotnictwa, szwagier Andrzeja Struga, kawaler Orderu Virtuti Militari.

## Życiorys
January Konstanty Grzędziński urodził się 19 września 1890 roku w Lublinie, w rodzinie Józefa (1858–1936), sędziego, i Bolesławy z Filipowiczów . Był starszym bratem Mariana, który w randze chorążego kawalerii i pod nazwiskiem „Jacek Cekiera” walczył w Legionach Polskich .
Ukończył szkołę średnią w Taszkencie oraz szkoły wyższe w Paryżu: Sorbonę w 1911 (kierunek nauki fizyczno-chemiczno-przyrodnicze) i Państwową Wyższą Szkołę Aeronautyki ENSA w 1914.
Został dwukrotnie aresztowany, po raz pierwszy w carskiej Rosji w roku 1906 za wydawanie rosyjskiego, nielegalnego pisma szkolnego. Przebywał w więzieniu w Taszkencie. Natomiast drugi raz w Austrii w roku 1916 za akcję do występowania z Legionów Polskich (więzienie w Lublinie).
W czasie I wojny światowej służył w Legionach (1914–1918) – służbę zakończył w stopniu kapitana. 5 listopada 1919 uzyskał we Francji dyplom pilota.

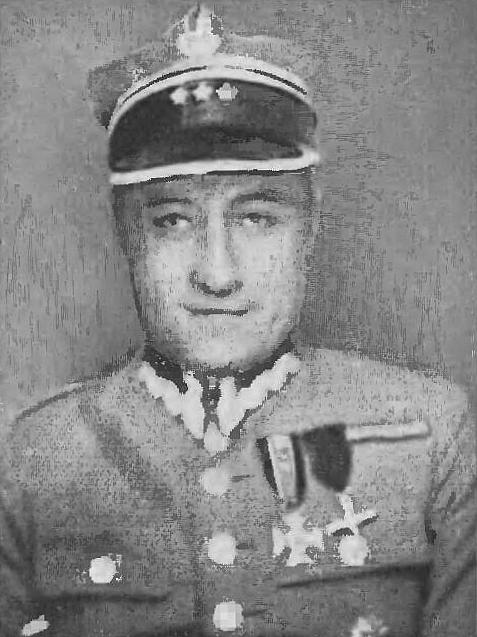
January Grzędziński (-1938)

W okresie międzywojennym zajmował kolejno stanowiska: adiutanta Naczelnego Wodza, szefa sztabu brygady lotniczej, kierownika lotnictwa cywilnego w Ministerstwie Komunikacji oraz inspektora lotnictwa przy X Korpusie Wojska Polskiego. 11 czerwca 1920 roku został zatwierdzony z dniem 1 kwietnia 1920 roku w stopniu podpułkownika, w Wojskach Lotniczych, w grupie oficerów byłych Legionów Polskich. Pełnił wówczas służbę w Departamencie III Żeglugi Powietrznej Ministerstwa Spraw Wojskowych.
3 maja 1922 roku został zweryfikowany w stopniu podpułkownika ze starszeństwem z dniem 1 czerwca 1919 roku i 11. lokatą w korpusie oficerów aeronautycznych. W 1923 pełnił służbę w 1 pułku lotniczym w Warszawie, a następnie został przydzielony do Ministerstwa Kolei Żelaznych. W listopadzie 1924 roku został przydzielony do Departamentu IV Żeglugi Powietrznej Ministerstwa Spraw Wojskowych na stanowisko kierownika referatu. Tam, wespół z płk Ludomiłem Rayskim, prowadził pozasłużbowe działania wymierzone przeciwko ówczesnemu szefowi departamentu, gen. bryg. Włodzimierzowi Ostoja-Zagórskiemu. W czasie przewrotu majowego 1926 roku opowiedział się po stronie Józefa Piłsudskiego.
20 października 1926 roku został przeniesiony z korpusu oficerów lotnictwa (3 pułk lotniczy) do korpusu oficerów piechoty z równoczesnym wcieleniem do 58 pułk piechoty w Poznaniu. 23 maja 1927 roku został przeniesiony do 25 pułku piechoty na stanowisko dowódcy I batalionu. 26 kwietnia 1928 roku został przeniesiony do 42 pułku piechoty w Białymstoku na stanowisko zastępcy dowódcy pułku. 14 lutego 1929 roku otrzymał przeniesienie do 67 pułku piechoty w Brodnicy na stanowisko dowódcy pułku. 24 grudnia 1929 roku został awansowany do stopnia pułkownika ze starszeństwem z dniem 1 stycznia 1930 roku i 1. lokatą w korpusie oficerów piechoty. Od 8 marca 1932 roku do 22 sierpnia 1936 roku dowodził 30 pułkiem strzelców kaniowskich w Warszawie. W lipcu 1937 roku został przeniesiony do Dowództwa Okręgu Korpusu Nr X w Przemyślu na stanowisko dowódcy Obrony Przeciwlotniczej. W wyniku konfliktu politycznego z marszałkiem Edwardem Rydzem-Śmigłym w dniu 1 kwietnia 1938 na własną prośbę odszedł z armii na emeryturę.
Po opuszczeniu armii podjął działalność dziennikarską: wydawał pierwsze czasopismo lotnicze „Lot Polski" oraz został wydawcą i redaktorem tygodnika „Czarno na Białem”. Udzielał się politycznie: w 1938 roku wybrano go radnym Warszawy na terenie Czerniakowa, prezesował Komitetowi Stołecznemu Stronnictwa Demokratycznego. Pełnił również funkcję wiceprezesa Aeroklubu RP, był założycielem Ligi Obrony Powietrznej Państwa (LOPP) oraz delegatem na zjazd stowarzyszeń pokoju w Paryżu w maju 1939.
Od 22 września do 30 listopada 1939 pełnił funkcję komendanta Obozu Wojska Polskiego w Coëtquidan we Francji. Później był oficerem sztabu gen. Władysława Sikorskiego i radcą Poselstwa Polskiego w Argentynie. Od sierpnia 1940 do sierpnia 1941 walczył we francuskim ruchu oporu, po czym wyjechał do Casablanki. 24 stycznia 1945 roku podpułkownik Aleksander Toczyski, zastępca szefa Oddziału Personalnego Sztabu Naczelnego Wodza zawiadamiał Sekretariat Prezesa Rady Ministrów, że „płk Grzędziński January (na długoterminowym urlopie bez uposażenia), według informacji z marca 1944 roku, przebywał w miejscu przymusowego pobytu koło FEZN w Północnej Afryce. Obecne miejsce jego pobytu oraz bliższy adres nie są tu znane”.
Po wojnie pozostał do 1956 w Casablance, gdzie wydawał i redagował francuski miesięcznik lotniczy En Vol, założył również marokański aeroklub (Aero-Club Imperial du Maroc).
W 1956 wrócił z emigracji do kraju na pokładzie statku „Generał Bem”.
W 1957 próbował reaktywować czasopismo „Czarno na Białem”. Wydrukowano pierwszy numer, który został skonfiskowany.
Po nagłośnieniu Listu 34 z marca 1964, odmówił podpisania się pod Kontrlistem 600. W czerwcu 1964 r. Służba Bezpieczeństwa wytropiła jego korespondencję dotyczącą Listu 34 ze swoją byłą żoną, która pośredniczyła w jego kontaktach z paryską „Kulturą”. Jesienią rozpoczęły się rewizje i liczne, wielogodzinne przesłuchania, na przestrzeni kilku lat (1964-1969).
W 1965 został oskarżony przez władze PRL o zdradę państwa. Pomimo że nie podpisał się na liście protestacyjnej polskich intelektualistów przeciw cenzurze PRL (List 34), był aktywnym członkiem Oddziału Warszawskiego Związku Literatów Polskich, występował przeciw cenzurze, opowiadał się za swobodą w działalności literackiej.
W czerwcu 1965 odebrano mu rentę specjalną, zawieszono w prawach członka Stowarzyszenia Dziennikarzy Polskich oraz zakazano publikacji, po interwencjach przyznano mu niską emeryturę. Oskarżono go o przekazywanie dziennikarzom paryskiej „Kultury” informacji szkalujących władzę. W październiku proces został zawieszony ze względu na jego stan zdrowia. Współpraca z „Kulturą” spowodowała również wszczęcie śledztwa przez prokuraturę 28 sierpnia 1967 z art. 23 & 1 mkk. Przy którejś ze spraw skierowano go na obserwację psychiatryczną. We wrześniu 1968 r. Grzędziński został przyjęty przez prof. Mariana Tulczyńskiego na oddział wewnętrzny Szpitala Grochowskiego, pomimo podejmowanych przez MSW prób przejęcia Grzędzińskiego, prof. Tulczyński odmawiał wydania pacjenta. W grudniu 1969 r. sprawę sądową Grzędzińskiego umorzono. Stan jego zdrowia stopniowo się pogarszał, zmarł 26 lutego 1975 roku. Został pochowany na Cmentarzu Komunalnym na Powązkach (kwatera A19-8-19).
Autor wspomnień: Maj 1926 r. – Kartki z pamiętnika, Warszawa 1936.

## Ordery i odznaczenia
- Krzyż Srebrny Orderu Wojskowego Virtuti Militari nr 6021 – 17 maja 1922[29][30]
- Krzyż Niepodległości – 20 stycznia 1931 „za pracę w dziele odzyskania niepodległości”[31]
- Złota Odznaka Honorowa Ligi Obrony Powietrznej i Przeciwgazowej I stopnia[32]